# トゥトゥシュ
トゥトゥシュ（？- 1095年）は、シリア・セルジューク朝の始祖（在位：1085年 - 1095年）。

## 生涯
父は大セルジューク朝の第2代スルタンであるアルプ・アルスラーン。兄に第3代スルタンのマリク・シャーがいる。シリアはマリク・シャー時代の頃はエジプトのファーティマ朝の支配下に置かれていたが、宗教的にはイスラム教シーア派にスンナ派、ドゥルーズ派やヌサイリー派など諸派が入り乱れ、キリスト教の影響もあって複雑な地域に化していた。1078年、セルジューク軍の尖兵としてシリアに入っていたトゥルクマーンの指導者であるアトスズの要請を受けたマリク・シャーは弟のトゥトゥシュを送り込んで同地を支配した。1079年にはアトスズを処刑してダマスクスまで支配下に置いた。
1086年6月にはアレッポの支配権をめぐってスライマーン・イブン・クタルミシュ（ルーム・セルジューク朝の始祖）と衝突し、スライマーンを敗死せしめた。だが兄のマリク・シャーがトゥトゥシュの勢力拡大を危険視して自らシリアにまで親征したため、やむなく兄に従ってダマスクスまで退いた。
1092年にマリク・シャーが急死してその息子らによる後継者争いが起こると、トゥトゥシュは1093年にアレッポやアンティオキアを攻略。さらに東進してマリク・シャーの長男であるバルキヤールクと戦うも、1095年にイランのレイ近郊の戦いで敗死した。
トゥトゥシュの死後、彼の息子であるドゥカークとリドワーンはダマスクスとアレッポに分裂してシリア・セルジューク朝は急速に衰退する。